# Sangala imparata
Sangala imparata är en fjärilsart som beskrevs av Walker 1865. Sangala imparata ingår i släktet Sangala och familjen mätare. Inga underarter finns listade.